# Pablo Cimadevila Álvarez
Pablo Cimadevila Álvarez (nascido em 12 de dezembro de 1978) é um nadador paralímpico espanhol. Representou a Espanha nos Jogos Paralímpicos de Verão de 2012 em Londres.